# Estação Peñablanca
A Estação Peñablanca é uma das estações do Metrô de Valparaíso, situada em Villa Alemana, entre a Estação Sargento Aldea e a Estação Limache. É administrada pelo Metro Regional de Valparaíso S.A..
A estação original foi inaugurada no dia 14 de setembro de 1863, enquanto que a atual edificação foi inaugurada em 23 de novembro de 2005. Localiza-se no cruzamento da Rua Sargento Aldea com a Rua Presidente Pedro Montt. Atende o setor Peñablanca.